# La Nouvelle Petite Sœur
La Nouvelle Petite Sœur est le 3e épisode de la saison 3 de la série télévisée Buffy contre les vampires.

## Résumé
Buffy est réintégrée au lycée de Sunnydale. Alors qu'elle est au Bronze, où elle est abordée par Scott Hope, elle remarque un vampire qui a l'intention de mordre une jeune fille. Elle les suit pour intervenir mais la jeune fille, qui se présente sous le nom de Faith, se charge elle-même du travail. Faith se présente à tout le Scooby-gang qui reconstitue l'histoire : elle a été activée à la mort de Kendra. Le groupe adopte aussitôt cette tueuse au comportement très libéré, très différente de Buffy, qui soupçonne que son comportement est lié à un drame dans son histoire. Kakistos, un vampire très puissant, arrive en ville avec son assistant, Mister Trick, et il s'avère qu'il est à la recherche de Faith. Buffy et Giles le découvrent à leur tour.
Giles apprend que l'observatrice de Faith est morte et Buffy part lui demander des explications. Pendant que les deux Tueuses s'expliquent, Kakistos et ses serviteurs surviennent et un combat s'engage. À l'issue de celui-ci Faith empale Kakistos avec un énorme poteau en bois, les pieux étant inefficaces contre lui.Buffy révèle finalement à Giles et Willow qu'Angel était guéri avant qu'elle ne le tue. Elle accepte par la suite de sortir avec Scott Hope et va faire ses adieux à Angel sur le lieu où elle l'a tué, y laissant le Claddagh ring qu'il lui avait offert. Après son départ, l'anneau se met à briller et Angel apparaît alors.